# Derbentskij rajon
Il Derbentskij rajon (in russo Дербентский район?) è un rajon del Daghestan, situato nel Caucaso. Istituito nel 1921, occupa una superficie di circa 821 km², ha come capoluogo Derbent e conta una popolazione di circa 93.000 abitanti.